# Chris Spedding
Chris John Spedding, född Peter Robinson 17 juni 1944 i Staveley, Derbyshire, England, är en brittisk gitarrist, sångare, låtskrivare och producent. Spedding har medverkat på flera hundra skivor som studiogitarrist. Han kan höras på skivor av artister som Jack Bruce, Harry Nilsson, Sixto Rodriguez, John Cale, Bryan Ferry och Frankie Miller.
Sin enda egentliga singelhit som soloartist fick han 1975 med låten "Motor Bikin'" som nådde fjortondeplatsen på UK Singles Chart.

## Diskografi
Soloalbum
- Songs Without Words (1970)
- Backwood Progression (1970)
- Spedding The Guitarist (endast utgiven i Japan) (1970)
- The Only Lick I Know (1972)
- Chris Spedding (1976)
- Hurt (1977)
- Guitar Graffiti (1978)
- I'm Not Like Everybody Else (1980)
- Friday The 13th (1981)
- Cafe Days (1990)
- Just Plug Him In! (1991)
- Gesundheit! (1995)
- One Step Ahead Of The Blues (2002)
- Click Clack (2005)
- Pearls (2011)
- Joyland (2015)

Samarbeten
- Live - Hot Point (med Elliott Murphy) (1989)
- In Like Satin Mall:Smal (1989)
- Live At Lone Star (med Robert Gordon) (1996)
- Rockin' The Paradiso (med Robert Gordon) (2006)
- The Reunion Tour (med Robert Gordon) (2006)
- It's Now Or Never (Robert Gordon, Chris Spedding & The Jordanaires) (2007)
- Live Fast, Love Hard! (Robert Gordon, Chris Spedding & Link Wray) (2010)